# Cyclassics Hamburg 2025
Cyclassics Hamburg 2025, oficjalnie ADAC Cyclassics Hamburg 2025 – 28. edycja wyścigu kolarskiego Cyclassics Hamburg, która odbyła się 17 sierpnia 2025 na liczącej 207 kilometrów trasie z Buxtehude do Hamburga. Impreza kategorii 1.UWT była częścią UCI World Tour 2025.

## Uczestnicy

### Drużyny
| Unknown team category |
|                       |

### Lista startowa
Legenda: DNF – nie ukończył, OTL – przekroczył limit czasu, DNS – nie wystartował, DSQ – zdyskwalifikowany.

## Klasyfikacja generalna
| \| Klasyfikacja generalna \| Klasyfikacja generalna \| Klasyfikacja generalna \| Klasyfikacja generalna \| Klasyfikacja generalna \| \| Kolarz \| Kolarz \| Państwo \| Drużyna \| Czas \| \| ---------------------- \| ---------------------- \| ---------------------- \| -------------------------- \| ---------------------- \| \| 1. \| Rory Townsend \| Irlandia \| Q36.5 Pro Cycling Team \| 4h 24' 06" \| \| 2. \| Arnaud De Lie \| Belgia \| Lotto \| + 0" \| \| 3. \| Paul Magnier \| Francja \| Soudal Quick-Step \| + 0" \| \| 4. \| Jasper Philipsen \| Belgia \| Alpecin-Deceuninck \| + 0" \| \| 5. \| Danny van Poppel \| Holandia \| Red Bull-Bora-Hansgrohe \| + 0" \| \| 6. \| Fred Wright \| Wielka Brytania \| Bahrain Victorious \| + 0" \| \| 7. \| António Morgado \| Portugalia \| UAE Team Emirates XRG \| + 0" \| \| 8. \| Biniam Girmay \| Erytrea \| Intermarché-Wanty \| + 0" \| \| 9. \| Matis Louvel \| Francja \| Israel-Premier Tech \| + 0" \| \| 10. \| Wout van Aert \| Belgia \| Team Visma \\| Lease a Bike \| + 0" \| |                  |                 |                            |            |
| |                  |                 |                            |            |
| |                  |                 |                            |            |
| Klasyfikacja generalna |                  |                 |                            |            |
| Kolarz | Kolarz           | Państwo         | Drużyna                    | Czas       |
| 1. | Rory Townsend    | Irlandia        | Q36.5 Pro Cycling Team     | 4h 24' 06" |
| 2. | Arnaud De Lie    | Belgia          | Lotto                      | + 0"       |
| 3. | Paul Magnier     | Francja         | Soudal Quick-Step          | + 0"       |
| 4. | Jasper Philipsen | Belgia          | Alpecin-Deceuninck         | + 0"       |
| 5. | Danny van Poppel | Holandia        | Red Bull-Bora-Hansgrohe    | + 0"       |
| 6. | Fred Wright      | Wielka Brytania | Bahrain Victorious         | + 0"       |
| 7. | António Morgado  | Portugalia      | UAE Team Emirates XRG      | + 0"       |
| 8. | Biniam Girmay    | Erytrea         | Intermarché-Wanty          | + 0"       |
| 9. | Matis Louvel     | Francja         | Israel-Premier Tech        | + 0"       |
| 10. | Wout van Aert    | Belgia          | Team Visma \| Lease a Bike | + 0"       |